# 東京大電鱝
東京大電鱝（学名：Tetronarce tokionis），又稱東京電鰩、圓電鰩，為軟骨魚綱电鳐科大電鱝属的鱼类。分布于日本以及东海等温带海域，深度220至1100公尺，本魚體盤厚且圓滑，眼小，牙鈍，表皮無顆粒小突起，背鰭2個，第一背鰭比較大，體背部褐色，腹部的胸鰭及腹鰭邊緣呈灰白色，體長可達69.3公分。该物种的模式产地在日本相模湾，居于温带海洋大陸棚及大陸坡水底，屬肉食性，卵胎生，具發電器官，可用來防禦及捕食，生活習性不明。